# 出雲 (装甲巡洋艦)
出雲（いずも/いづも）は、日本海軍の装甲巡洋艦。

## 概要
出雲型の1番艦で、イギリスのアームストロング・ホイットワースで建造された。
艦名は出雲国に由来する。
艦内にはクシナダヒメの神像を祀っていた。
日露戦争では上村彦之丞提督（第二艦隊司令長官）率いる「上村艦隊」の旗艦として参加。蔚山沖海戦で武勲をたてた。日本海海戦では殿（しんがり）艦を務めた姉妹艦磐手と共に活躍している。
第一次世界大戦には、メキシコの動乱に際して警備艦として派遣される。続いて第二特務艦隊として地中海に派遣された。世界大戦終了後、練習艦（類別上は巡洋艦籍のまま）として遠洋航海に従事した。
旧式化により、1921年（大正10年）9月より一等巡洋艦から海防艦に類別変更された。
1930年（昭和5年）4月22日に締結したロンドン海軍軍縮条約で、老齢巡洋艦として保有を許される。その後も1932年（昭和7年）以降、第三艦隊旗艦としておもに上海黄浦江に停泊した。1937年（昭和12年）7月以降の第二次上海事変および日中戦争では、支那方面艦隊旗艦として上海方面にあった。8月には中華民国空軍の空襲をうけ、対空戦闘をおこなった（中国空軍の上海爆撃）。その後も上海に停泊し、当時のニュース映像にも幾度か登場している。1941年（昭和16年）12月8日の太平洋戦争開戦も、支那方面艦隊旗艦として上海で迎えた。
1942年（昭和17年）7月1日、日本海軍の海防艦定義変更にともない、巡洋艦に復帰した。
1943年（昭和18年）中盤以降、中国大陸から内地にもどり、瀬戸内海で練習艦となった。
太平洋戦争末期の1945年（昭和20年）7月24日、呉軍港空襲により転覆・沈没した。戦没するまで45年間現役にあった。

## 艦型
最終時の兵装は以下の通り。
- 八九式12.7cm連装高角砲 2基
- 15.2cm単装砲 4基
- 8cm単装高角砲 1基
- 九六式25mm三連装機銃 3連装2基、連装2基、単装4挺
- 九三式13.2mm単装機銃2基

## 艦歴

### 建造
六六艦隊計画（戦艦6、装甲巡洋艦6）の一艦としてイギリスに発注された。
1898年（明治31年）5月14日、イギリスのアームストロング社で起工。
1899年（明治32年）9月19日、進水。
1900年（明治33年）9月25日、竣工。同年10月2日、イギリスを出発。同年12月8日、横須賀に到着した。

### 1901年

#### 御召艦
1901年（明治34年）6月5日、明治天皇皇太子（大正天皇）は横須賀で装甲巡洋艦磐手に乗艦、近海を巡航する。御召艦は磐手、供奉艦は出雲と水雷駆逐艇雷であった。9日、艦隊は沼津を出航するが、ここから館山まで皇太子は出雲を御召艦とした。11日午前8時、艦隊は横須賀に帰投して皇太子は退艦した。

### 日露戦争
日露戦争中の出雲は通商破壊戦を行うロシア帝国海軍のウラジオストク巡洋艦隊を警戒して対馬海峡に展開していたが、その努力も虚しく1904年（明治37年）6月15日に陸軍の輸送船「常陸丸」がウラジオ艦隊によって撃沈される常陸丸事件が発生してしまう。降伏を拒否して小銃で応戦した陸軍将兵達の悲壮な最期が国内に伝えられると、濃霧によりウラジオ艦隊を取り逃がした上村や出雲の所属する第二艦隊は国民からの強い批判にさらされた。演説会や新聞では「無能」や「露探（ロシアのスパイ）提督」などと中傷され、激昂した暴徒が上村将軍の家に押し寄せて石や短刀を投げつける事件も発生している。この事態に上村の部下たちは憤慨したが、上村は｢家の女房は度胸が据わっているから大丈夫｣と笑って取り合わなかったといわれる。上村の妻は毎日寺参りをして敵艦隊発見を祈願していた。
常陸丸事件から2か月後に発生した蔚山沖海戦では、第二艦隊（第二戦隊〈出雲〔第二艦隊旗艦〕、吾妻、常磐、磐手、千早〉、第四戦隊〈浪速、高千穂、対馬、新高〉）がついにウラジオ艦隊の装甲巡洋艦リューリクを撃沈した。上村将軍（出雲座乗）は残存する装甲巡洋艦2隻（ロシア、グロモボーイ）の追撃を指示するも「我レ、残存弾数ナシ」の報告を受け結局攻撃を断念した。
撃沈されたリューリクは日本の艦船を多数撃沈しており、上村中将にとっては常陸丸事件の件でも恨みの深い相手であったが、沈みながらも味方艦を逃がすために砲撃を続ける姿に感銘を受けた日本艦隊は生存者の救助に当たった。この行動は国内外で賞賛され、後にこの救助活動を元にした「上村将軍」という歌が作られている。スラバヤ沖海戦で敵兵を救助した工藤俊作もこの歌を祖母から子守唄のように聞かされていたとされている。

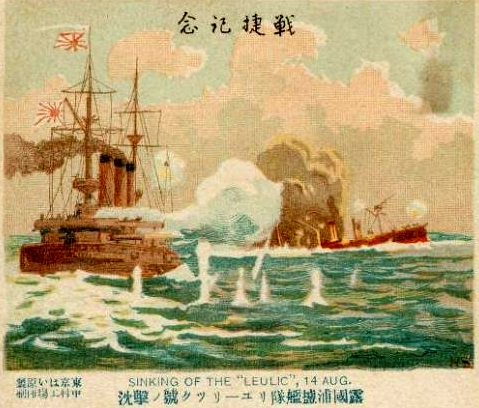
日本艦隊に撃沈されるリューリク

上村将軍(一部) 作詞：佐々木信香 作曲：佐藤茂助
この際、出雲に救助されたリューリクのロシア将校が艦内に小鳥が飼われているのを見つけ「この小鳥は前から飼っているのか」と聞くと、日本人通訳が「あれはリューリックの溺者を救助にいったものが海に浮かんでいるのを見つけて可哀そうだから捕えてきて飼っているのだ」と答えると、ロシア将校は涙を浮かべてそれは自分が飼っていた鳥であること、通商破壊戦で多くの民間船を撃沈していたため報復されると思っていたことを語り、神に黙祷を捧げたというエピソードが残っている。艦を指揮した上村中将は非常に感情の激しい人物として有名であるが、鳥が好きであった。この際救助した小鳥かは不明だが、肩に小鳥を乗せて笑みを浮かべている写真を何枚か残している。
上村将軍の歌詞には、救助活動時の軍楽隊による演奏についての一説があるが、当時の出雲の軍楽隊長は吉本光藏であった。この海戦で砲弾により穴のあいた軍艦旗は、その後も「出雲」の記念品として保存され、海軍記念日のたびに掲げていたという。
その後の日本海海戦でも、第二艦隊（旗艦出雲）は上村の指揮のもとで参加。命中弾7-8発、戦死者3名・負傷者27名。
戦闘中、舵が故障した戦艦「クニャージ・スヴォーロフ」（ロジェストヴェンスキー提督旗艦）を見てバルチック艦隊が北へ向かうと誤認した東郷長官（旗艦「三笠」）は追撃を指示したが、出雲艦上の上村と佐藤鉄太郎中佐（副官）は「スワロフ」の舵故障と即座に判断、東郷長官の命令を無視して「我に続け」の信号旗を掲げながらバルチック艦隊に突撃。巡洋艦中心の第2戦隊が、戦艦中心のバルチック艦隊に突撃するという前代未聞の作戦を実施し、結果的に挟撃することに成功した。クニャージ・スヴォーロフ以外のバルチック艦隊の後続艦は南東方向に舵を取ってウラジオストクへの離脱を目指していたため、東郷長官の命令に従っていれば残存艦艇に逃げられていた可能性は高く、日本側の勝利に大きく貢献する活躍となった。
1906年（明治39年）10月5日、明治天皇皇太子（大正天皇）が横須賀軍港に行啓する。この時の「出雲」は第一艦隊旗艦（司令長官片岡七郎中将）であった。皇太子は戦艦「香取」に続いて「出雲」に乗艦、出雲艦内を視察した。
1907年（明治40年）10月中旬、皇太子は韓国・九州・四国各地を行啓することになった。御召艦は「香取」。10月13日、宇品出港時の供奉艦に「出雲」も含まれていた。
1909年（明治42年）11月中旬、サンフランシスコのポートラで桑港開港記念百年祭が開催され、その儀礼艦として「出雲」（艦長竹下勇大佐）が派遣された。
1910年には日露戦争の英雄的人物である秋山真之も艦長を務めている。

### 第1次世界大戦・戦間期
1913年（大正2年）11月20日、横須賀を出撃。ウエルタ将軍のクーデターに端を発する内戦で混乱するメキシコに、邦人保護を目的に派遣された。翌年の1914年（大正3年）7月下旬に第一次世界大戦が勃発する。ところが8月にメキシコのマサトランに寄港中の「出雲」（艦長森山慶三郎大佐）は石炭が不足していたところ、ドイツ帝国海軍の東洋艦隊に所属する巡洋艦「ライプツィヒ」と一緒になった。宣戦布告前だったので、同艦の親日的な士官の好意により、ドイツ帝国がマサトラン港に貯蔵していた石炭を譲ってもらったという。その後「ライプツィヒ」はフォークランド沖海戦で撃沈された。
ドイツ艦と別れたあとの「出雲」は、装甲巡洋艦「浅間」、戦艦「肥前」（旧「レトヴィザン」）とともに遣米支隊に所属し、旗艦としてアメリカ西海岸を防衛する任務に当たった。
1917年（大正6年）8月、第二特務艦隊の増援部隊として地中海のマルタ島に派遣される。
地中海進出後、第二特務艦隊司令官佐藤皐蔵少将は旗艦を「明石」から「出雲」に変更。
第二特務艦隊は、中央同盟国の潜水艦部隊による通商破壊から船団を護衛する任務に従事した。

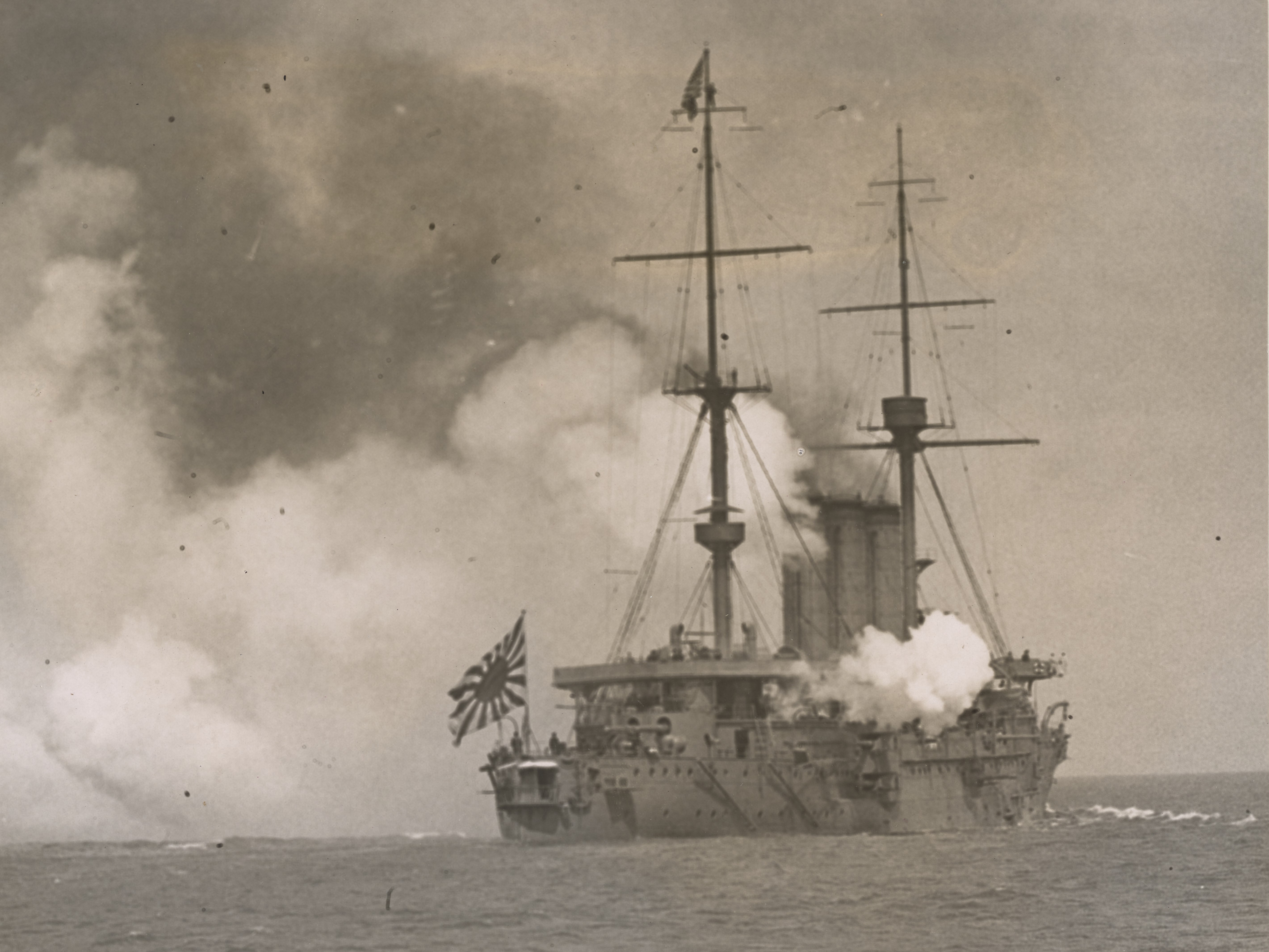
1918年1月3日 祝砲を撃つ出雲

1919年（大正8年）7月9日、横須賀軍港で御親閲式（第一次大戦の遣欧艦隊に対する閲兵）が行われた。
「出雲」は大正天皇が乗艦する御召艦（おめしかん）を務めた。
その後、日露戦争で活躍した各艦は練習艦として運用される。「出雲」は遠洋航海に6回参加し、士官候補生達を乗せてヨーロッパや米国など世界中を回った。
1921年（大正10年）9月1日、日露戦争時代の主力艦は、戦艦や巡洋艦から海防艦に類別変更される。「出雲」も海防艦（一等）になった。この年の少尉候補生練習航海（海兵49期）は斎藤半六司令官に率いられており、長澤浩（後日、海上自衛隊の第2代海上幕僚長）が「出雲」に乗艦した。
同年の「ブラジル独立100年祭記念観艦式」の際には、僚艦「磐手」や「浅間」と共に参加している。
1924年（大正13年）夏、海軍兵学校第52期生（少尉候補生。源田実など）が「出雲」に乗艦する。当時の出雲第一分隊長は有馬正文大尉だった。
1925年（大正14年）5月24日、秩父宮雍仁親王はヨーロッパ留学のため横浜港で「出雲」（艦長重岡信治郎大佐）に乗艦する。これより先、摂政宮（昭和天皇）は艦載水雷艇で「出雲」に乗艦し、重岡艦長と共に雍仁親王の乗艦を待った。艦上で送別会がおこなわれたあと、摂政宮は高松宮宣仁親王など皇族一同と共に「出雲」から退艦した。正午、「出雲」は横浜港を出港する。摂政宮は御召艇で「出雲」を見送ったあと装甲巡洋艦「日進」に乗艦し、その後東京に戻った。
6月6日、秩父宮は香港で「出雲」から貨客船箱崎丸に移乗、ヨーロッパに向かった。
1930年（昭和5年）4月22日、列強各国はロンドン海軍軍縮条約を締結し、「出雲」は老齢巡洋艦として廃艦を免れた
1932年（昭和7年）1月、第一次上海事変が生起した。「出雲」は艦隊旗艦として艦橋に作戦室を増設することになった。佐世保海軍工廠で改造を実施、電気溶接と突貫作業により、二週間はかかるとみられた工事を3日半ほどで終わらせたという。
1934年からは九〇式二号水上偵察機を搭載するようになった。

### 支那事変・太平洋戦争

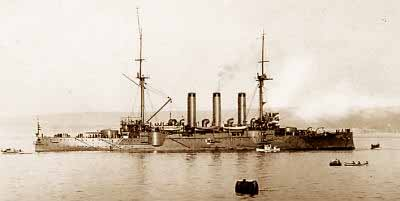
上海沖に停泊している出雲（37年撮影）

日中戦争（支那事変）における「出雲」は、第三艦隊（司令長官長谷川清中将）の旗艦として上海に停泊した。
1937年（昭和12年）7月上旬に生起した盧溝橋事件は、8月になると第二次上海事変に発展した。上海の黄浦江に停泊していた旗艦「出雲」は中華民国空軍の目標になる。8月14日午前10時以降、「出雲」と第八戦隊の軽巡は中華民国空軍爆撃機（10機程度）の攻撃を受けた。または、10時55分に第八戦隊が爆撃機5機に、11時22分に「出雲」が爆撃機3機に爆撃された。攻撃したのは広徳より発進したノースロップ2E爆撃機で、「出雲」などに命中弾はなかったが中国側の損害もなかった。「出雲」と軽巡「川内」は水上機を発進させ、上空直掩をおこなった。
中華民国空軍による「出雲」爆撃は上海共同租界の諸外国に通知されており、外国人達は1時間程迄前から建物の屋上に鈴なりになって「出雲」が沈没する様子を見ようと期待していた。ところが「出雲」の対空砲火で中華民国爆撃機は爆撃針路を変更、外れた爆弾で観戦者達に死傷者が出た。いずれにせよ、誤爆で民間人に多数の死傷者が出た。源田実（当時、第二連合航空隊参謀）は「中国側も中国側であるが、他人の命がけの戦争を高みの見物としゃれる方もしゃれる方である。天罰覿面という所か。」と回想した。
同日、「出雲」と軽巡洋艦「長良」搭載の水偵各1機は敵飛行場や陸上部隊攻撃および上空警戒に従事し、中国軍機との交戦でカーチス・ホークIIIを1機撃墜した。
8月16日、「出雲」は中華民国空軍の空襲をうけたが、誤爆で民間人に被害が出た。さらに中国の魚雷艇による雷撃を受けたが、魚雷は外れた。
8月18日夜、中華民国空軍は「出雲」への夜間爆撃を試みたが、失敗した。機雷を用いた破壊工作もあったという。
1938年（昭和13年）2月26日、東本願寺の大谷光暢（法主）が「出雲」を訪問し、長谷川長官から説明をうけている。
3下旬、イタリアの権益保護のため前年から上海に派遣されていたイタリア海軍の軽巡「ライモンド・モンテクッコリ」が、日本に派遣されることになった。3月31日、長谷川長官はザラ艦長などを「出雲」に招いて歓待した。
1940年（昭和15年）5月7日、出雲艦上で支那方面艦隊司令長官の事務引き継ぎがおこなれ、及川古志郎大将にかわって嶋田繁太郎中将（海兵32期、後の海軍大臣）が将旗を掲げた。
9月初旬には、新型練習艦2隻（香取、鹿島）が上海に入港している。
1941年（昭和16年）3月17日、中華民国（汪兆銘政権）の汪兆銘などが「出雲」に乗艦し、嶋田大将（支那方面艦隊司令長官）と歓談した。12月21日、日本陸軍の中国派遣部隊を視察中の東條英機陸軍大臣が「出雲」を訪問し、嶋田長官と会談した。
9月1日、嶋田大将が横須賀鎮守府司令長官に補職され、後任の支那方面艦隊長官は古賀峯一中将（海兵34期）となった。長官交替のため、「出雲」は一旦内地に帰投する。新司令長官を迎えたあと、再び上海に進出した。10月22日、古賀長官は出雲艦上で記者団の取材に応じる。係留中、「出雲」の甲板は砂摺りされて真っ白で、複雑な国際情勢下で軍規も厳しかったという。また上海の租界地で便衣兵による事件が起きた際には、出雲の海軍陸戦隊が派遣されることもあった。主燃料は石炭なので、月一回の搭載作業は大変な苦労がともなった。
1941年（昭和16年）12月7日の時点で、上海市黄浦江に停泊中の「出雲」周辺には、砲艦「鳥羽」、駆逐艦「蓮」、米砲艦「ウェーク」、英砲艦「ペテレル」、イタリア海軍の通報艦「エリトリア」や貨客船「コンテ・ヴェルデ」が停泊していた。
12月8日早朝（上海時間午前4時30分）（日本時間午前5時30分）、真珠湾攻撃とともに日本軍軍使はイギリス砲艦「ペテレル」に降伏を勧めたが、「ペテレル」側は拒否した。日本側艦艇は共同で「ペテレル」を撃沈した。アメリカ砲艦「ウェーク」は降伏、拿捕された。なお、ウェークは第二次世界大戦で唯一敵に降伏したアメリカ海軍の艦船となっている。
開戦と同時に、上海所在の日本軍は連合軍船舶の拿捕を開始、「出雲」も海軍陸戦隊を派遣した。
1942年（昭和17年）1月下旬、「出雲」は南京所在の汪兆銘政権（首席汪精衛）を公式訪問するため、長江を遡江した。南京では、南京政府主席・支那方面艦隊・陸軍部隊中支方面軍表敬訪問などの公式行事が行われた。一連の行事を終え、「出雲」は上海に戻った。
7月1日、日本海軍は海防艦の定義を大幅に変更する。航行能力のある軍艦3隻（八雲、出雲、磐手）は海防艦から一等巡洋艦に類別変更された。
1943年（昭和18年）3月14日、東條内閣を率いる東条英機内閣総理大臣が上海の「出雲」を訪問し、艦上で支那方面艦隊司令長官吉田善吾海軍大将と会談した。5月25日、中国の新聞記者団が「出雲」に招待され、記者から「これが日本の新鋭艦ですか」という質問も出たという。5月27日、海軍記念日を祝う。
このあと中国大陸より内地に帰投。瀬戸内海で練習艦として運用された。
1944年（昭和19年）2月20日、練習兼警備艦に指定される。
1945年（昭和20年）7月24日に呉軍港空襲で米艦載機の攻撃を受け、至近弾により転覆着底、3名が死亡した。姉妹艦「磐手」も呉軍港空襲により損傷・着底した。
広島県、江田島市には、共に小用港沖で戦い戦没した戦艦「榛名」と合同の戦没者留魂碑が小用港沖を望む丘の上に建てられている。

## 年譜
- 1900年9月25日：イギリス　アームストロング・ホイットワース社にて竣工
  - 10月2日：日本へ回航[97]。
  - 12月8日：横須賀に到着[98]。
- 1904年8月14日：蔚山沖海戦に参加
- 1905年5月27日～28日：日本海海戦に参加
- 年月不詳：第一次世界大戦で遣米支隊旗艦としてアメリカ西海岸に派遣
- 年月不詳：地中海に派遣
- 1921年9月1日：一等海防艦に類別[12]
- 1931年6月1日：海防艦の等級廃止、海防艦に類別。
- 1936年9月23日：上海日本人水兵狙撃事件で乗員に犠牲者が出る
- 1937年7月7日：第三艦隊旗艦になる
  - 8月14日：第二次上海事変発生。上海にて中国軍機の攻撃を受けるが軽巡洋艦川内と共に撃退。
  - 8月16日：上海にて中国魚雷艇の攻撃を受ける。（他の河川用砲艦と共に撃退）
- 1942年7月1日：一等巡洋艦に類別[23]
- 1943年：この頃より、瀬戸内海で訓練に使用される
- 1944年2月20日：練習兼警備艦[24]
- 1945年7月24日：米艦載機の攻撃を受け転覆着底
  - 11月20日：除籍

## 歴代艦長
※脚注無き限り『日本海軍史』第9巻・第10巻の「将官履歴」及び『官報』に基づく。
回航委員長
- 三須宗太郎 大佐：1898年12月3日 - 1899年9月29日
- 井上敏夫 大佐：1899年9月29日 - 1900年3月14日

艦長
- 井上敏夫 大佐：1900年3月14日 - 1902年3月12日
- 宮岡直記 大佐：1902年3月12日 - 1903年9月26日
- 伊地知季珍 大佐：1903年9月26日 - 1905年12月12日
- 加藤定吉 大佐：1905年12月12日 - 1906年2月2日
- 名和又八郎 大佐：1906年2月2日 - 10月12日
- 奥宮衛 大佐：1906年10月12日 - 1907年8月5日
- 釜屋忠道 大佐：1907年8月5日 - 1908年2月20日
- 矢島純吉 大佐：1908年2月20日 - 1908年9月15日
- 茶山豊也 大佐：1908年9月15日 - 1909年5月22日
- 山口九十郎 大佐：1909年5月22日 - 1909年7月10日
- 竹下勇 大佐：1909年7月10日 - 1910年4月9日
- 秋山真之　大佐：1910年4月9日 - 1910年12月1日
- 関野謙吉 大佐：1910年12月1日 - 1911年3月11日
- （兼）西垣富太 大佐：1911年3月11日 - 1911年5月23日 （本職：敷島艦長）
- 田所広海 大佐：1911年5月23日 - 1912年12月1日
- 竹内次郎 大佐：1912年12月1日 - 1913年11月12日
- 森山慶三郎 大佐：1913年11月12日 - 1914年11月19日
- 三村錦三郎 大佐：1915年1月25日 - 1915年12月13日
- 河田勝治 大佐：1915年12月13日 - 1916年11月6日
- 小林研蔵 大佐：1916年11月6日 - 1918年7月5日
- 増田幸一 大佐：1918年7月5日 - 1919年11月20日
- 宮村暦造 大佐：1919年11月20日 - 1921年2月15日
- （兼）小泉親治 大佐：1921年2月15日 - 1921年4月14日 （本職：肥前艦長）
- 植村信男 大佐：1921年4月14日 - 1922年4月15日
- 原敢二郎 大佐：1922年4月15日 - 1923年3月1日
- （兼）白石信成 大佐：1923年3月1日 - 1923年5月1日 （本職：常磐艦長）
- （兼）佐藤巳之吉 大佐：1923年5月1日 - 1923年7月20日 （本職：佐多特務艦長）
- 原道太 大佐：1923年7月20日[99] - 1923年11月10日[100]
- 重岡信治郎 大佐：1923年11月10日[100] - 1925年12月1日
- 井上継松 大佐：1925年12月1日 - 1927年2月1日
- 鈴木秀次 大佐：1927年2月1日[101] - 1927年12月1日[102]
- 広田穣大佐：1927年12月1日 - 1929年2月8日
- （兼）山本松四 大佐：1929年2月8日[103] - 1929年5月1日[104] （本職：龍田艦長）
- 小籏巍 大佐：1929年5月1日[104] - 1929年11月30日[105]
- （兼）川名彪雄 大佐：1929年11月30日 - 1930年2月5日 （本職：夕張艦長）
- 星埜守一 大佐：1930年2月5日 - 1931年11月2日
- 松野省三 大佐：1931年11月2日 - 1932年11月15日
- 中村重一 大佐：1932年11月15日 - 1933年11月15日
- 高須三二郎 大佐：1933年11月15日 - 1934年11月1日
- 大島四郎 大佐：1934年11月1日 - 1935年7月10日
- 岩越寒季 大佐：1935年7月10日 - 1936年11月16日
- 鎌田道章 大佐：1936年11月16日 - 1937年12月1日
- 岡新 大佐：1937年12月1日 - 1938年9月1日
- 原田清一 大佐：1938年9月1日 - 1939年11月15日
- 吉富説三大佐/少将：1939年11月15日 - 1940年11月1日
- 秋山勝三 大佐：1940年11月1日 - 1941年9月13日
- 魚住治策 大佐：1941年9月13日 - 1942年10月7日
- 村山清六 大佐：1942年10月7日[106] - 1943年9月12日[107]
- 西岡茂泰 大佐：1943年9月12日 - 1943年12月30日
- 加藤與四郎 大佐：1943年12月30日 - 1944年8月10日
- 草川淳 大佐/少将：1944年8月10日[108] - 1945年3月1日[109]
- 島居威美 大佐：1945年3月1日[109] - 1945年8月10日[110]

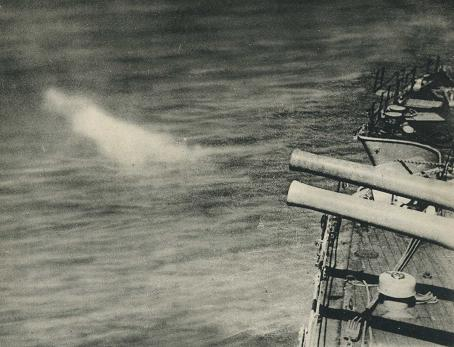
出雲の砲撃
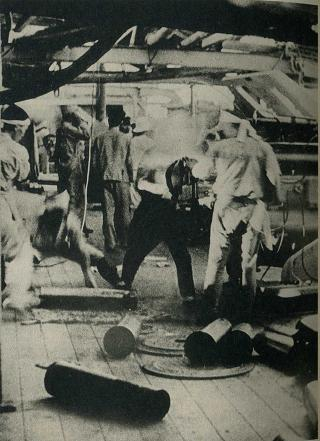
出雲の内部
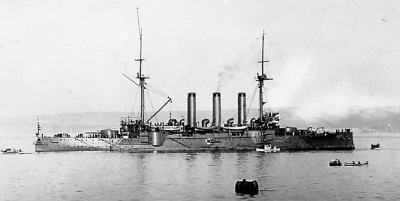
（1902年）
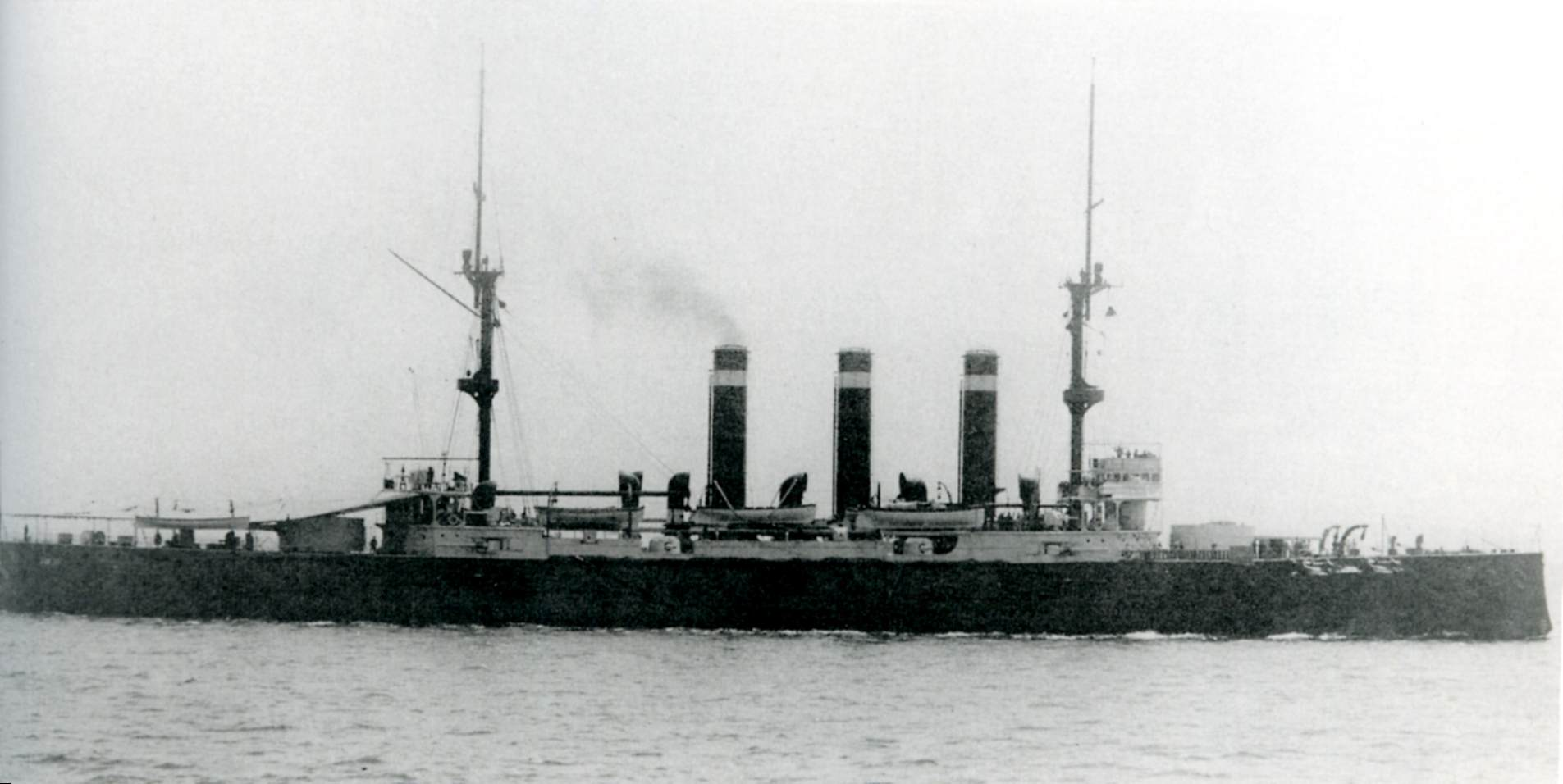
神戸にて（1903年）
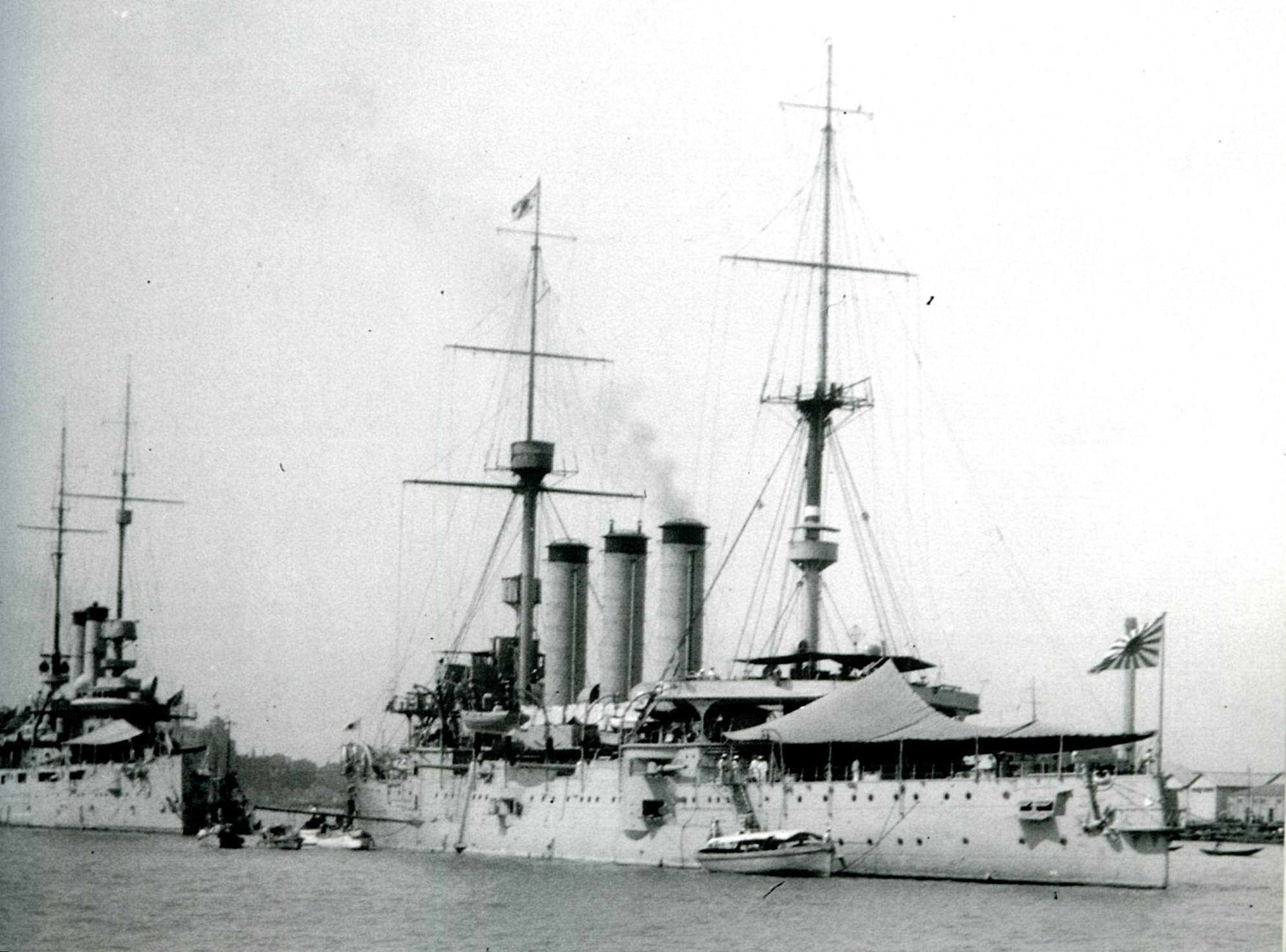
上海にて（1932年）
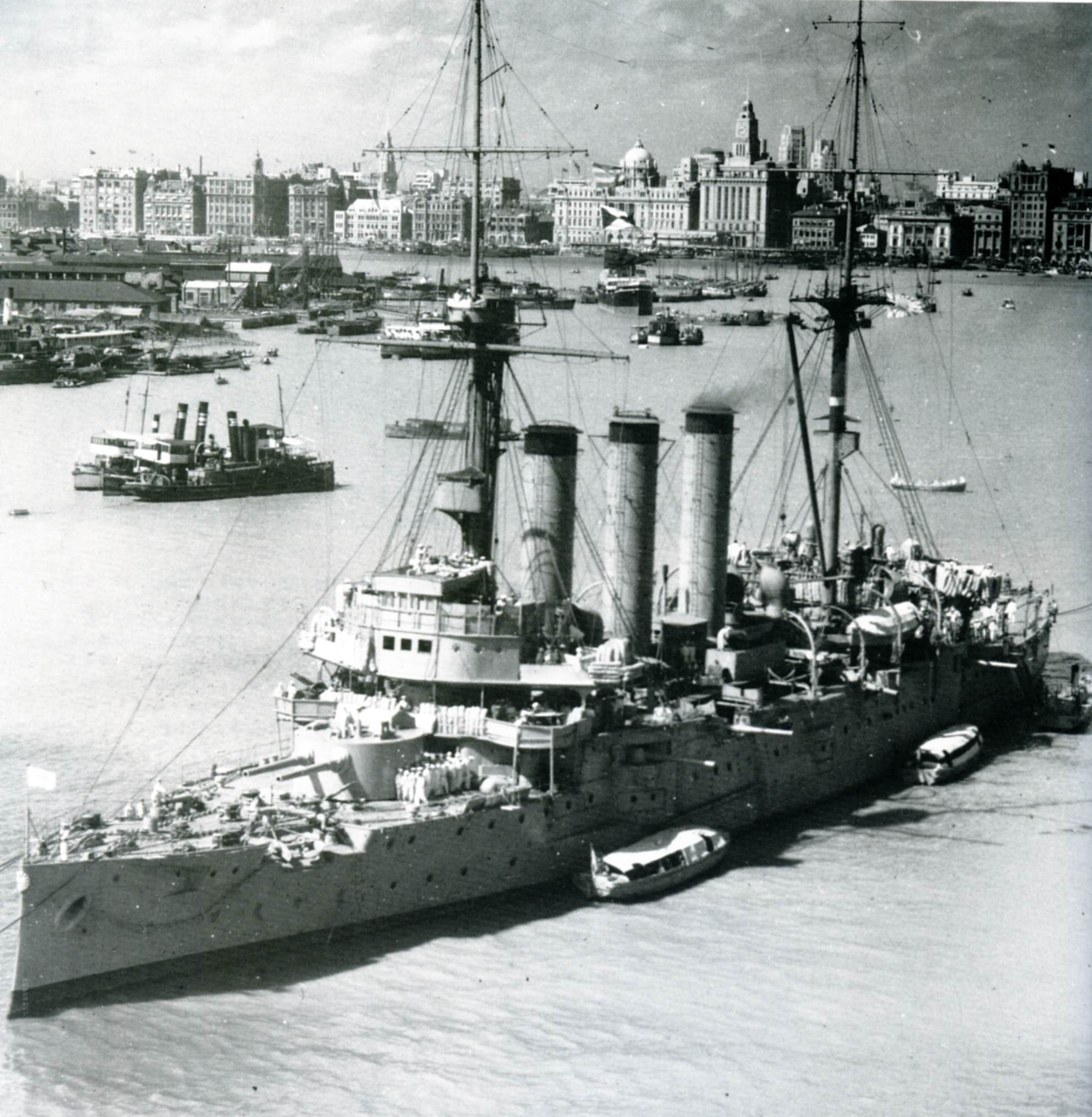
上海にて（1937年）

## 美術
- 『軍艦出雲』 - 石井柏亭 作（1941年 第5回海洋美術展に出品）[111]